# Chester Bennett
Chester Bennett (San Francisco, 12 febbraio 1892 – Hong Kong, 29 ottobre 1943) è stato un regista statunitense.
Fu giustiziato durante l'occupazione giapponese di Hong Kong nel 1943.

## Filmografia

### Cinema
- When a Man Loves (1919)
- Captain Swift, co-regia di Tom Terriss (1920)
- A Master Stroke (1920)
- The Purple Cipher (1920)
- The Romance Promoters (1920)
- Three Sevens (1921)
- The Secret of the Hills (1921)
- Belle of Alaska (1922)
- Colleen of the Pines (1922)
- The Snowshoe Trail (1922)
- Thelma (1922)
- Diamonds Adrift (1923)
- Divorce (1923)
- The Lullaby (1924)
- The Painted Lady (1924)
- The Champion of Lost Causes (1925)
- The Ancient Mariner, co-regia di Henry Otto (1925)
- La collana di Penelope (Honesty - The Best Policy), co-regia di Albert Ray (1926)